# Emigrant
Emigrant – osoba, która opuszcza miejsce zamieszkania w celu osiedlenia się w innej miejscowości lub w innym kraju.